# 硬化
硬化（こうか）とは、柔らかい物質がなんらかの化学的作用によって硬くなっていくこと。
樹脂やコンクリートが硬くなることを「キュアリング」という。光硬化樹脂は光を当てることによって硬化する。

## 化学における硬化
高分子化学においては、モノマーの重合反応や、ポリマー同士の架橋により硬さが生じる。硬化剤の添加や加熱、陰極線照射などにより架橋をもたらす。主な硬化剤としては、不飽和ポリエステル樹脂等に対する有機過酸化物、ポリウレタンに対するイソシアネートなどがある。
ゴムにおいては硫黄の添加により架橋し、この反応は加硫と呼ばれる。フェノール樹脂やエポキシ樹脂、ポリウレタンなどは熱硬化性樹脂と呼ばれ、加熱による重合反応で高分子が網目構造を持ち、不可逆的に硬化する。